# فرودگاه نوروود مموریال
فرودگاه نوروود مموریال (به انگلیسی: Norwood Memorial Airport) یک فرودگاه همگانی ۱۰۰۰۰۰ با کد یاتا OWD است. این فرودگاه در شهر نوروود، ماساچوست کشور ایالات متحده آمریکا قرار دارد و در ارتفاع ۱۵ متری از سطح دریا واقع شده‌است.